# Liste der römischen Statthalter in Judäa
Die Liste der Statthalter von Judäa enthält die bekannten Statthalter der römischen Provinz Judäa (bzw. ab 135 der Provinz Syria Palaestina). Die Liste ist nicht vollständig.

## Judäa
Die Liste der Präfekten bzw. Prokuratoren von Judäa erfasst den Zeitraum von der Absetzung des Herodes Archelaos 6 n. Chr. bis zum Ende des Bar-Kochba-Aufstands 136 n. Chr. In dieser Zeit wurden Teile Palästinas (und insbesondere Judäas) von Rom direkt verwaltet, ausgenommen die kurze Phase des Königtums Agrippas I.
Unklar ist, ab wann Judäa eine eigene Provinz unter einem eigenen Statthalter wurde, spätestens ist damit jedoch im Jüdischen Krieg (66–70 n. Chr.) zu rechnen. Bis dahin war in jedem Fall der Einfluss des Statthalters der Provinz Syria auf die lokalen Autoritäten erheblich und die römischen Präfekten von Judäa waren dem syrischen Statthalter direkt unterstellt. Insbesondere war der Legat von Syrien nächste Instanz bei Beschwerden gegen den Statthalter von Judäa, wie ersichtlich ist aus der 36 n. Chr. bei Lucius Vitellius angestrengten Klage der Juden gegen Pontius Pilatus und der Klage der Samaritaner 51 n. Chr. vor dem Legaten Gaius Ummidius Durmius Quadratus gegen den Prokurator Ventidius Cumanus. Nach dem Ende des Jüdischen Krieges wurde Judäa dann zu einer eigenständigen Provinz unter der Verwaltung eines Legatus Augusti pro praetore.
Präfekten:
- 6–9: Coponius
- 9–12: Marcus Ambibulus
- 12–15: Annius Rufus
- 15–26: Valerius Gratus
- 26–36: Pontius Pilatus
- 36–37: Marcellus
- 37–41: Marullus

Klientelkönigtum
- 41–44:  Herodes Agrippa I.

Prokuratoren oder Präfekten (die genaue Amtsbezeichnung in dieser Periode ist nicht sicher):
- 44–46: Cuspius Fadus
- 46–48: Tiberius Iulius Alexander
- 48–52: Ventidius Cumanus
- 52–60: Marcus Antonius Felix
- 60–62: Porcius Festus
- 62–64: Lucceius Albinus
- 64–66: Gessius Florus
- (unbekannt): Marcus Antonius Iulianus

Legati Augusti pro praetore
- 70–71: Sextus Vettulenus Cerialis
- 71–73/74: Sextus Lucilius Bassus
- 73/74–81: Lucius Flavius Silva Nonius Bassus
- ca. 86: Gnaeus Pompeius Longinus
- ca. 93: Sextus Hermentidius Campanus
- ca. 99/100–102/103: Tiberius Claudius Atticus Herodes
- 102/103–104/105: Gaius Iulius Quadratus Bassus
- 105–107: Quintus Pompeius Falco
- 111–114: Claudius Paternus Clementianus
- ca. 114: Tiberianus
- ca. 117: Lusius Quietus
- ca. 118–120: Lucius Cossonius Gallus
- 120/130: Quintus Gargilius Antiquus
- 130/131: Quintus Tineius Rufus
- 130/131–134/135: Gaius Quinctius Certus Poblicius Marcellus
- ca. 135: Gnaeus Minicius Faustinus Sextus Iulius Severus

## Syria Palaestina
Die Provinz Syria Palaestina wurde nach der Niederschlagung des Bar-Kochba-Aufstandes im Jahr 135 anstelle der Provinz Judaea geschaffen.
| Datierung            | Name                                         | Konsul  | Anmerkung        |
| -------------------- | -------------------------------------------- | ------- | ---------------- |
| 135/136              | Cn. Minicius Faustinus Sextus Iulius Severus | 127     |                  |
| 139                  | P. Calpurnius Atilianus                      | 135     |                  |
| 142                  | Domitius Seneca                              |         |                  |
| 150                  | D. Velius Fidus                              | 144     |                  |
| 157/158              | D. Seius Seneca                              | 151/152 |                  |
| 158                  | C. Iulius Severus                            | 155     |                  |
| 160                  | Maximus Lucilianus                           | 156/158 |                  |
| um 164/167           | C. Iulius Commodus Orfitianus                | 157     |                  |
| um 171/174           | C. Erucius Clarus                            | 170     |                  |
| zwischen 197 und 209 | Attidius Praetextatus                        |         | (JRA-2019-214,1) |
| um 218/222           | C. Iulius Tarius Titianus                    |         |                  |